# Lycaeides energetes
Lycaeides energetes är en fjärilsart som beskrevs av Otto Staudinger. Lycaeides energetes ingår i släktet Lycaeides och familjen juvelvingar. Inga underarter finns listade i Catalogue of Life.